# Masaya Honda
Masaya Honda (本田 将也?, Honda Masaya; Prefettura di Osaka, 20 novembre 1973) è un ex calciatore giapponese, di ruolo centrocampista.